# Жером, Жан-Робен
Жан-Робе́н Жеро́м (фр. Jean-Robens Jerome; 1 января 1983, Гонаив, Гаити) — гаитянский футболист, полузащитник.

## Карьера

### Клубная
Футболист сборной Гаити и бельцкого клуба «Олимпия». Своим голом в ворота азербайджанского «Хазара» вывел свой клуб во второй раунд Лиги Европы, в котором «Олимпия» встречалась с бухарестским «Динамо». В США играл за клуб университета Питтсбурга, команда которого выступала в третьем по значимости чемпионате США. Там его и заметили скауты молдавской «Олимпии», которые предложили игроку пройти просмотр в бельцком клубе.
В 2010 году сыграл матч за сборную легионеров чемпионата Молдавии против игроков национального чемпионата.

### В сборной
Свои матчи за сборную Жан-Жером Провёл против Суринама, Сальвадора и два матча против Коста-Рики. Единственный гол за сборную забил в ворота Сальвадора.